# Palazzolo Acreide
Palazzolo Acreide (pronuncia /palaʦˈʦɔlo aˈkrɛide/) è un comune italiano di 7 912 abitanti del libero consorzio comunale di Siracusa in Sicilia.
Città barocca dalle radici greche, è situata sui monti Iblei, non distante dal monte Lauro, dal fiume Anapo e dalla necropoli rupestre di Pantalica.

## Origine del nome
Il nome di questo comune ha due origini differenti. L'odierna Palazzolo si colloca su di una colonia greca riportata da Tucidide come Ἄκραι (Ákrai) che, derivando dal greco antico ἄκρα (ákrā), significa "cima, picco, estremità" ma anche "castello o cittadella che domina una città", latinizzato in "Acrae". Acreide è un recupero dotto successivo, volto a dare un antico lustro alla cittadina.
Il nome attuale trae chiaramente origine dal latino palatium a cui segue il suffisso -olum, diventato quindi "Palatiolum". Tutt'oggi una delle zone più elevate del comune è chiamata "palazzu". In siciliano il paese è noto semplicemente come Palazzolu oppure — con la dittongazione tipica dei dialetti siciliani della zona – Palazzuolu. I suoi abitanti vengono detti palazzulisi.

## Geografia fisica
Palazzolo Acreide dista 44 chilometri da Siracusa; 39 chilometri da Ragusa, e 91 chilometri da Catania. È situato nella parte ovest del libero consorzio comunale, sui monti Iblei.

## Storia
L'esistenza di Palazzolo Acreide viene testimoniata da Tucidide nella Guerra del Peloponneso già in epoca antica
(Tucidide, La guerra del Peloponneso, Libro VI 5)
Era quindi una colonia siracusana fondata attorno al 664 a.C. (70 anni dopo la fondazione di Siracusa) dagli stessi siracusani. Della città antica si conservano numerose testimonianze, in particolare un importante edificio teatrale e un complesso di edifici adiacenti all'agorà greco-romana. Di una strada urbana identifica con il decumano si conserva integro il manto stradale. Molti degli edifici e dei complessi cimiteriali cristiani furono esplorati e dal barone Gabriele Judica di Baulì. Delle ricerche effettuate dall'archeologo trentino Paolo Orsi si conserva una dettagliata relazione in un fascicolo della rivista Notizie degli scavi di antichità del 1899.
Le ricerche archeologiche hanno evidenziato una fase anteriore alla colonizzazione greca, d'interesse è a questo proposito la necropoli della Pinita un complesso di sepolcri scavati lungo una ripida parete di calcare, che molto si assomiglia alle maestose sepolture di Pantalica, della popolazione che vi seppellì i propri defunti si conosce poco, già svutotati nell'antichità hanno restituito alcuni manufatti noti all'archeologo, molto interessante è un sepolcro per la caratteristica volta micenea a testimonianza dei rapporti con il mondo greco ed egeo. Altri luoghi di interesse sono l'antro di Sparno e alcune grotte-sepolcro nei pressi di Baulì.

La città greca sorgeva sull'altura del monte Acremonte, in questa località sono stati nel tempo localizzati un Aphrodision (Heraion?) e altri edifici religiosi citati nell'iscrizione Kaibel 217. Di notevole importanza storica e il santuario extraurbano di Cibele identificato dal marchese Paolo d'Albergo e successivamente fatto conoscere dal pittore francese Jean Houel che visitò Palazzolo nel 1777.
Sull'altare maggiore della chiesa dei Cappuccini, presso i quali alloggiavano, c'è un quadro di grande valore che rappresenta San Francesco mentre riceve le stimmate della Mano da Dio. A una bella espressione credo sia stato dipinto dal Monrealese.»
Durante il periodo greco la città coniò una moneta con l'effigie della dea Demetra e si arricchì di importanti edifici civili, al regno di Gerone II, probabilmente nato o cresciuto in questa località, si deve il riordino urbano dell'abitato in epoca ellenistica. Del periodo romano si conservano parecchie testimonianze tra queste ad esempio la base di una statua onoraria dedicata a Caio Verre intercettata da Gabriele Judica. In epoca tardo antica e cristiana la città accolse una numerosa comunità di cristiani e di ebrei che migrarono dopo l'editto del 18 giugno 1492 che espelleva dai domini spagnoli le comunità israelitiche.
Alla presenza dei cristiane delle catacombe urbane dell'Intagliata e dell'Intagliatella, ma anche e soprattutto un cospicuo numero di catacombe rurali note alla letteratura scientifica. Importanza notevole rivestono in questo contesto le iscrizioni greche e cristiane studiate da Giovanni Pugliese Carratelli. in epoca moderna la città è tornata a essere oggetto di scavi e di studi che hanno favorito una migliore comprensione della storia dell'abitato antico. Impulso notevole hanno esercitato le ricerche di Clelia Laviosa, Luigi Bernabò Brea, Beatrice Basile, Salvatore Distefano, Giuseppe Voza, Lorenzo Guzzardi.
La città antica fu distrutta dalle truppe islamiche nell'827 si accamparono nei suoi pressi in attesa di occupare Siracusa. Di recente le ricerche sono state riprese dall'Università di Varsavia che ha condotto nell'area della città greco-romana alcune campagne di scavo.
L'attuale centro abitato di Palazzolo Acreide fu fondato dai normanni nel XII secolo. Il centro medievale sorse vicino all'antica Acre, su un piccolo sperone roccioso sottostante, in posizione strategica di controllo sul territorio e sulle vie di comunicazione, là dove sorgeva un "palatium" imperiale, che ha determinato il nome del nuovo abitato: "Palatiolum". Qui venne edificato un castello ad opera dei normanni. Dal 1104 si avvicendarono a Palazzolo diverse baronie: da Guifredo figlio del conte Ruggero ad Artale d'Alagona, per finire ai principi Ruffo di Calabria. Nel XIII-XIV secolo l'incremento demografico determinò l'espansione dell'abitato nell'area circostante. Distrutta dal terremoto del 1693 la città fu ricostruita parte sulle strutture originarie del quartiere medievale e parte attorno all'attuale corso principale. Nel XVII secolo i palazzolesi, guidati dal nobile Daniele Cappellani Ferla di Pirainito e Fúrmica, cominciarono a ribellarsi alla feudalità finché nel 1812 venne riconosciuto come un paese demaniale.Comune di Palazzolo Acreide - Storia del comune
Nella seduta del 27 giugno 2002 a Budapest, durante la XXVI Sessione Plenaria dell'UNESCO, la chiesa di San Sebastiano e quella di San Paolo di Palazzolo Acreide, entrambe onorate del titolo di Basilica, sono state dichiarate monumento patrimonio dell'umanità.
Dal 2022 la città fa parte del progetto del Primo parco mondiale dello stile di vita mediterraneo insieme ad altre 103 città del centro Sicilia.

## Monumenti e luoghi d'interesse

### Chiese
Le chiese di San Paolo e San Sebastiano sono state dichiarate patrimonio dell'umanità da parte dell'UNESCO.
- Basilica di San Paolo;
- Basilica di San Sebastiano;
- Chiesa di Santa Maria della Medaglia;
- Chiesa di San Nicolò Vescovo;
- Chiesa Madonna Annunziata;
- Chiesa Sant'Antonio;
- Chiesa delle Sacre Stimmate di San Francesco;
- Chiesa di Santa Maria Maddalena;
- Chiesa dell'Immacolata, con al suo interno una Madonna col Bambino di Francesco Laurana, risalente al XV secolo;
- Chiesa di San Michele;
- Convento dei Cappuccini e chiesa del Sacro Cuore di Gesù.

### Architetture
- Castello medievale;
- Ipogeo di Senebardo;
- Latomie dell'Intagliata e dell'Intagliatella (poi riutilizzate come catacombe);
- Palazzo comunale;
- Teatro Greco;
- I Santoni;
- Palazzo Iudica (poi Dipaola) (1790) conservava una raccolta di antichità acrensi, ora divise fra Lentini e Siracusa, la cui facciata è caratterizzata da singolari decorazioni barocche che evidenziano i balconi delle torrette angolari;
- Palazzo Lombardo-Cafici, caratterizzato da una lunga balconata a 27 mensoloni, considerata da taluni la più lunga al mondo[11].
- Palazzo Cappellani Ferla di Pirainito e Fúrmica, attuale sede del Museo archeologico

### Musei
- Museo archeologico Gabriele Judica
- Museo dei Viaggiatori in Sicilia
- Museo dell'Informatica Funzionante[12]
- Casa-museo di Antonino Uccello. Contiene un'interessante raccolta di materiale etnografico siciliano. Fu aperto dal fondatore nel 1971. Alla sua morte nel 1979 fu acquistato dalla Regione Siciliana. In una frase di Antonino Uccello si racchiude il significato di una vita dedicata alla memoria della propria terra: Un museo etnografico potrà notevolmente contribuire a salvaguardare almeno in parte il materiale di studio, a educare e sensibilizzare l'opinione pubblica, per non dire poi degli ovvi vantaggi che se ne dovrebbero ricavare sul piano scientifico, culturale e turistico.

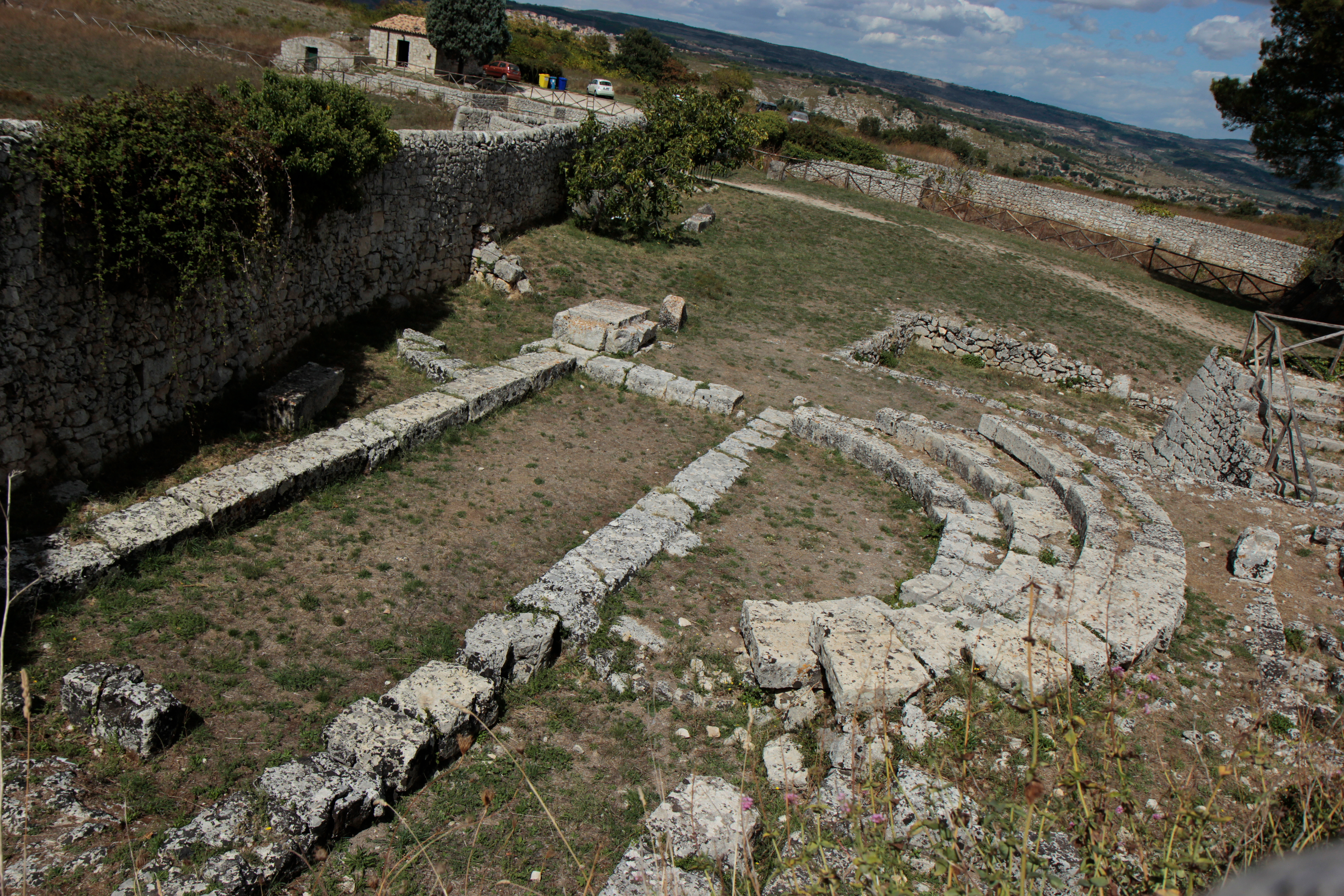
Bouleuterion, Akrai
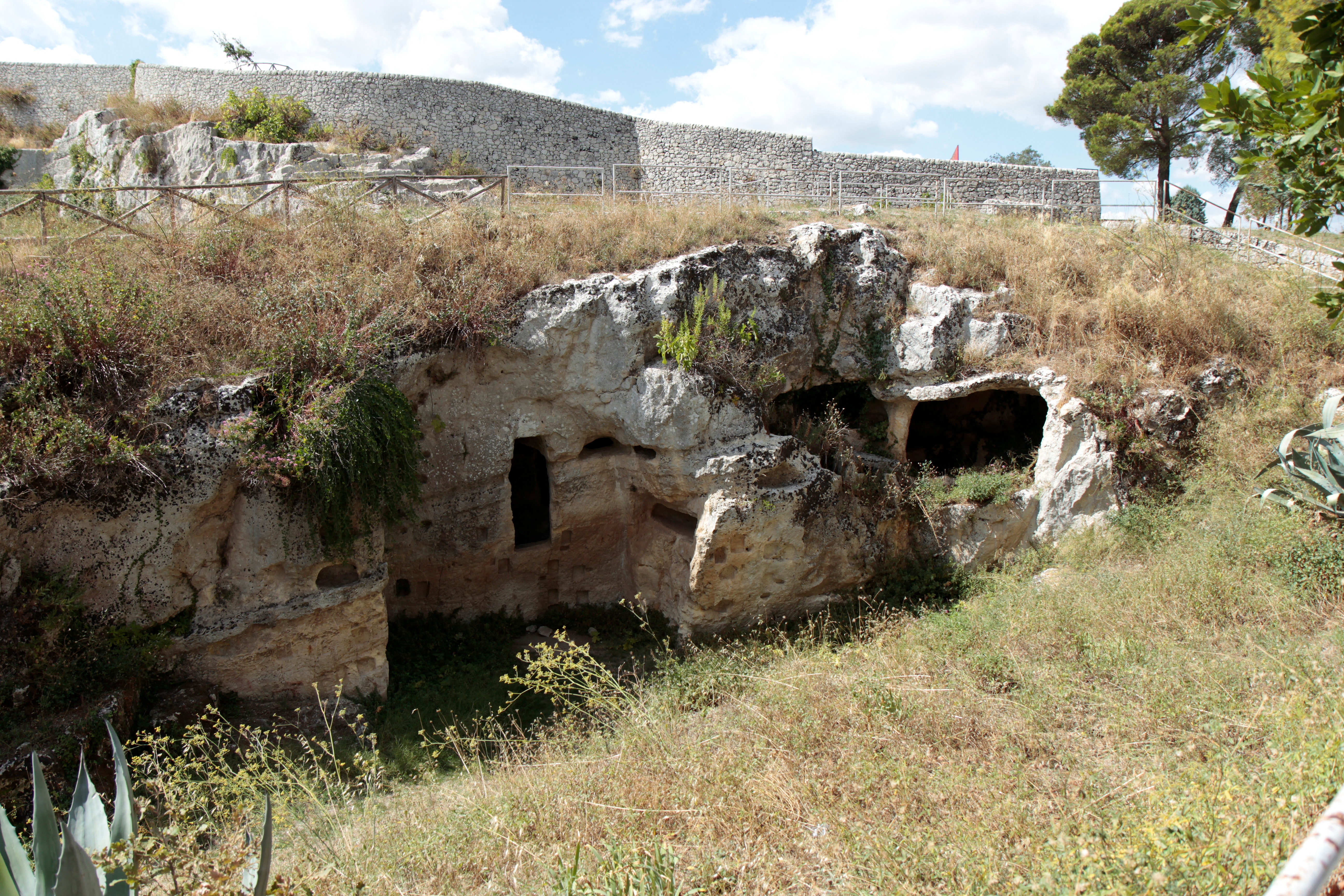
Necropoli dell'Intagliatella, Akrai
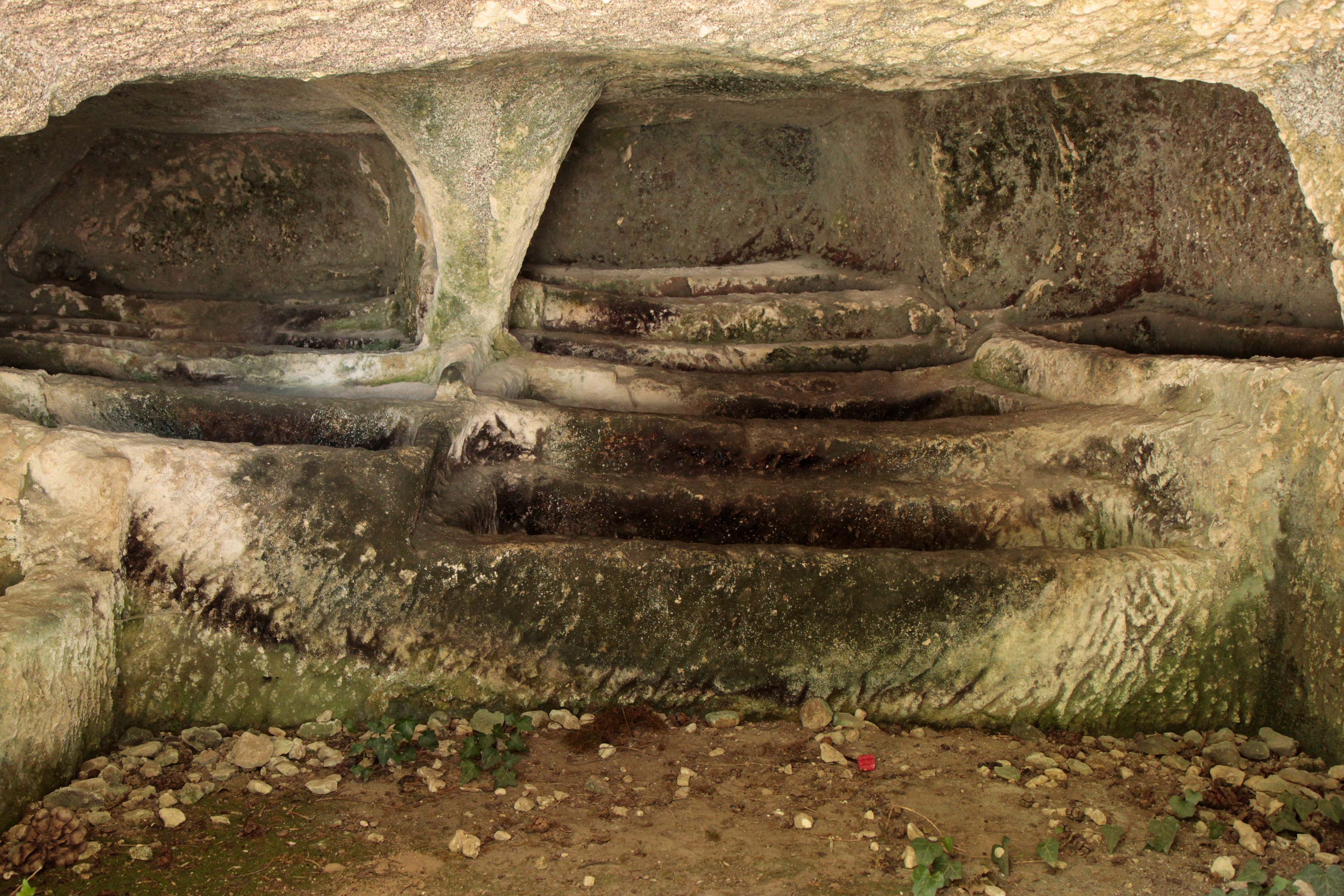
Necropoli dell'Intagliatella, Akrai
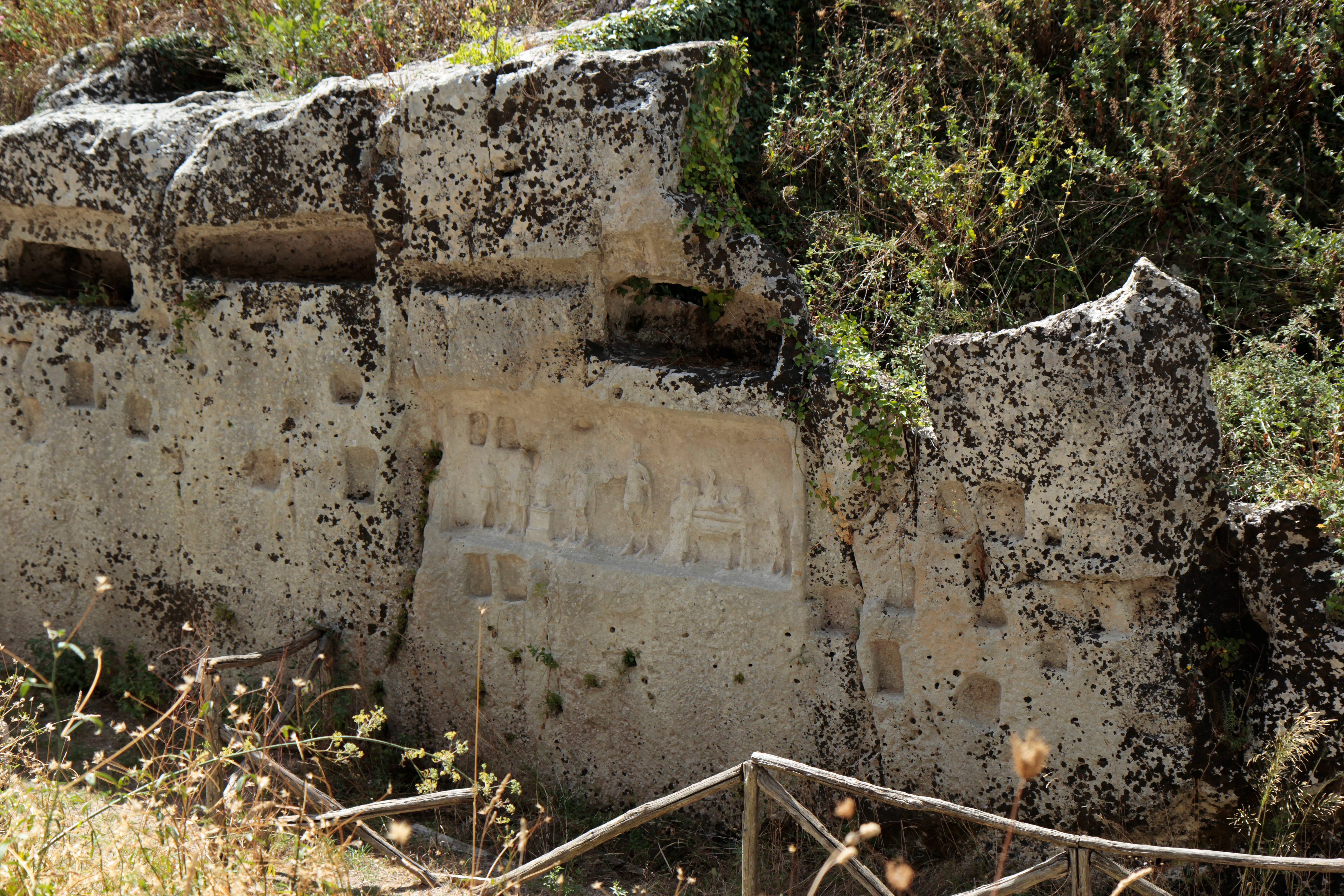
Rilievo con processione e banchetto funebre, necropoli dell'Intagliatella, Akrai

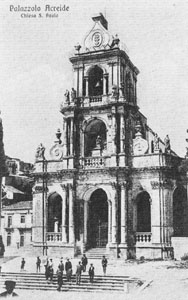
San Paolo di Palazzolo Acreide in una foto storica

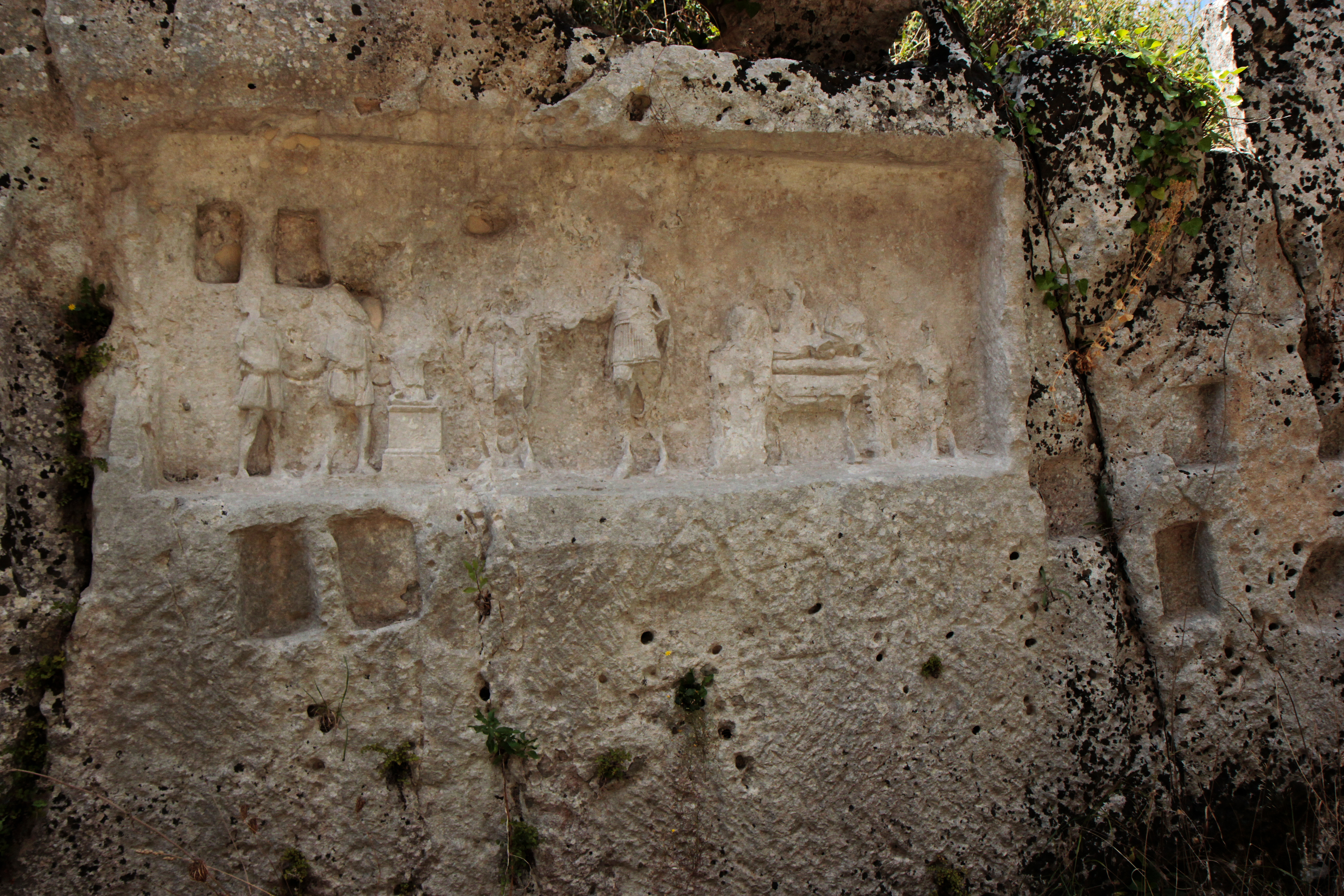
Rilievo con processione e banchetto funebre, necropoli dell'Intagliatella, Akrai

## Società

### Evoluzione demografica
Abitanti censiti

### Tradizioni e folclore

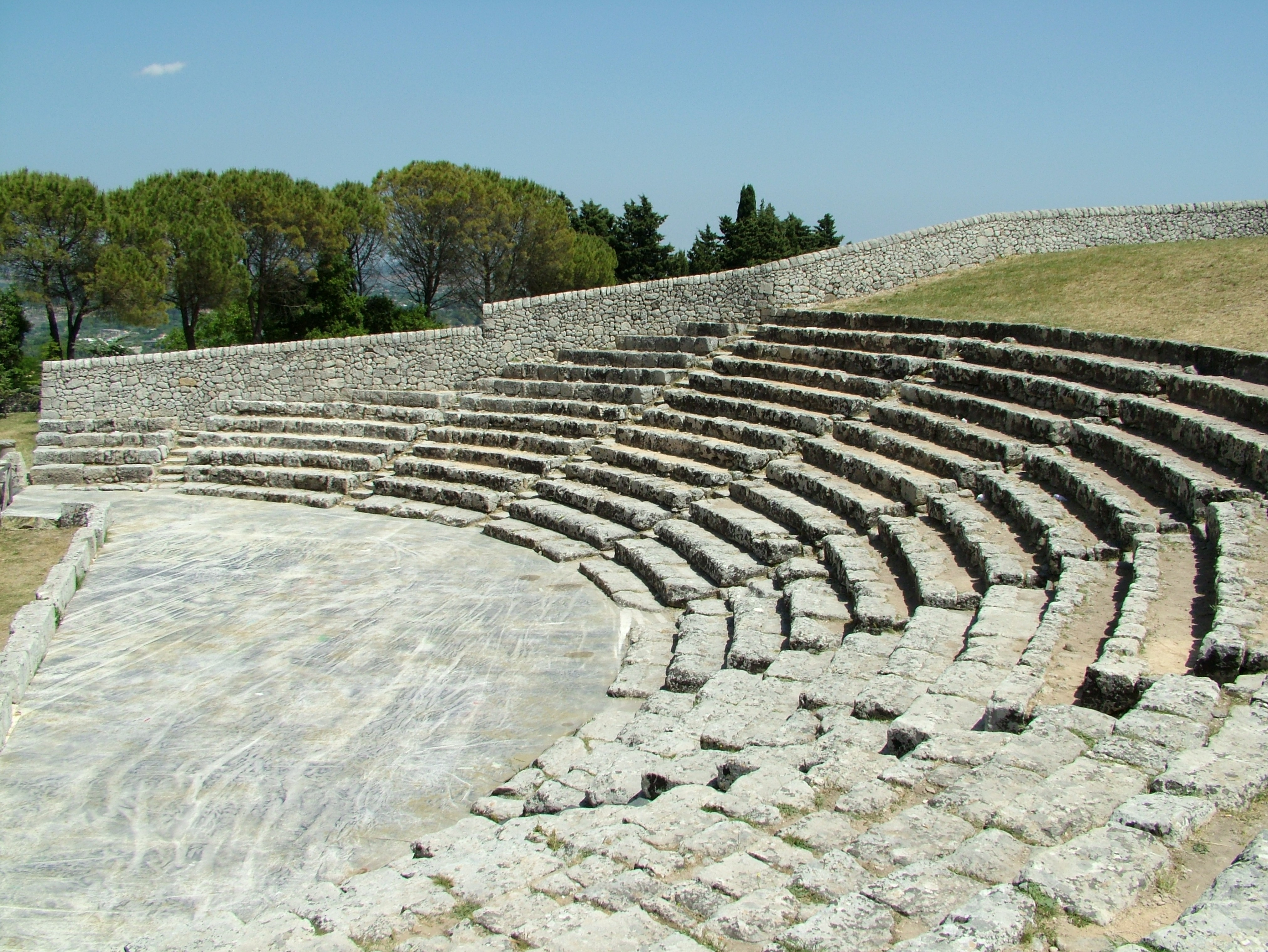
Il teatro antico di Akrai

Le manifestazioni che hanno un'antica tradizione popolare nel paese sono: le feste in onore di san Paolo, san Sebastiano, san Michele, l'Addolorata, la Santa Pasqua, il Carnevale e le rappresentazioni del teatro classico.

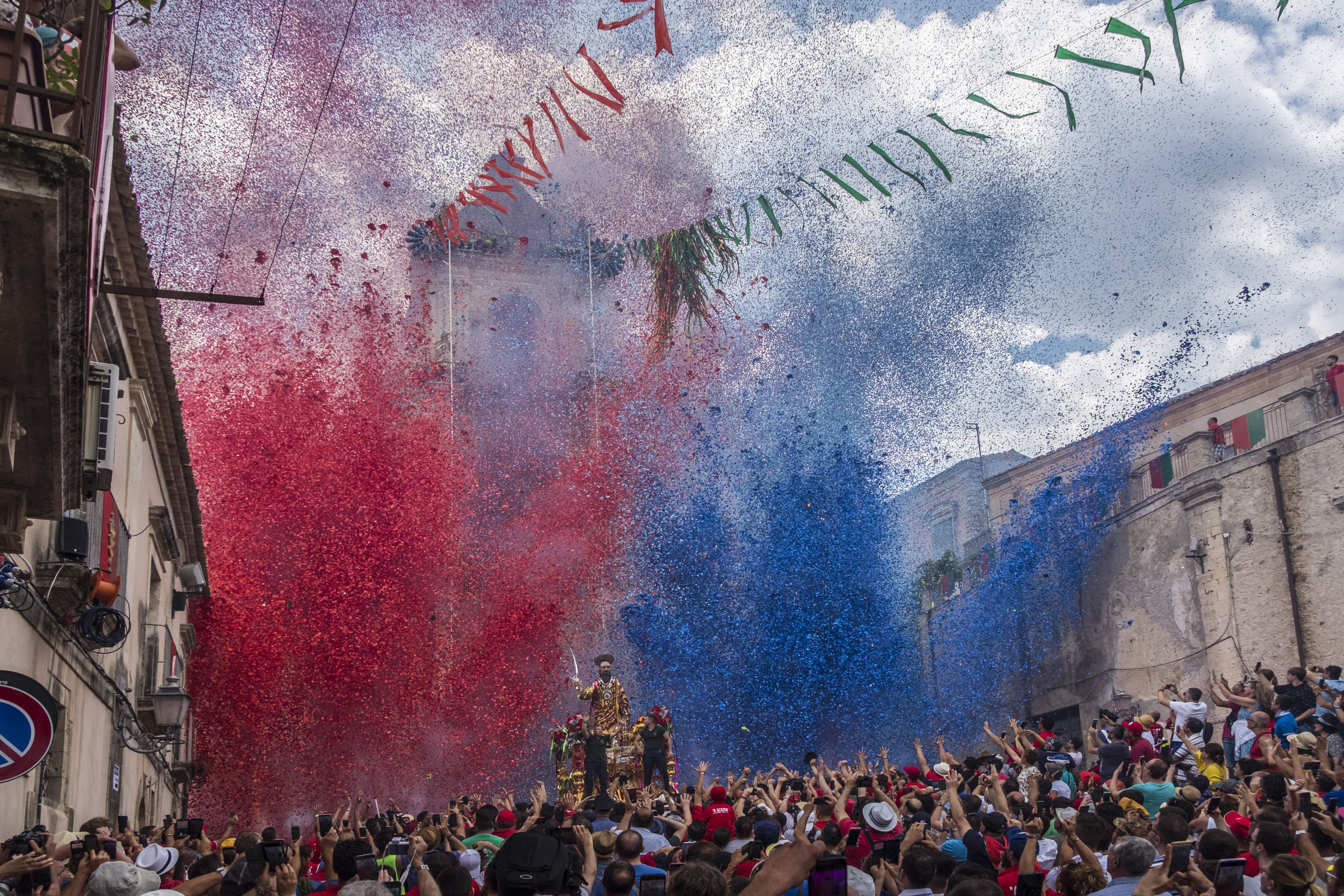
"L'uscita di San Paolo"

Le feste in onore dei santi si svolgono quasi tutte con uno stesso cerimoniale, ma quelle con il maggior coinvolgimento popolare sono quella in onore di san Paolo, patrono della città (25 gennaio e 29 giugno), quella di san Sebastiano (20 gennaio e 10 agosto), quella dell'Addolorata (terza domenica di settembre e venerdì santo) e quella di san Michele (domenica successiva al 29 settembre, quando questa data non cade di domenica, e 8 maggio).
I festeggiamenti, fino agli anni sessanta, duravano circa una settimana, in quanto per l'occasione si tenevano fiere di bestiame, note in tutta la Sicilia. Oggi i festeggiamenti durano tre giorni. Nel primo giorno si svolgono concerti di musica leggera al giardino pubblico (“a sirata â villa”) solo per San Paolo (27 giugno) e San Sebastiano (8 agosto). Nel secondo giorno (“a viggìlia”) avviene la svelata del santo nell'altare maggiore della chiesa di appartenenza (”a sciuta râ càmmira”)
Il terzo giorno è quello dei festeggiamenti veri e propri: le messe solenni, quelle cantate, il panegirico e, alle tredici, l'uscita del santo dalla chiesa (“a sciuta ri manzjornu”), tra scampanii, fuochi artificiali e lancio di nzareḍḍi, portato, secondo la tradizione, a spalla (“a spaḍḍa nura”) e seguito da fedeli, soprattutto donne, a piedi nudi (“u viaggiu scausu”), che adempiono lo scioglimento di un voto.
Il santo viene fatto uscire anche di sera verso le ore 20 e condotto per tutto il paese secondo itinerari tradizionali, accompagnato dalle bande musicali e dai fedeli. I festeggiamenti si concludono nella tarda notte o nelle prime ore del mattino con l'esibizione di cantanti o altri spettacoli e con il grande finale di fuochi d'artificio.
Da segnalare infine la festa con processione dell'Immacolata (8 dicembre), ripristinata da qualche anno.
Come tradizioni gastronomiche ricordiamo la "salsiccia palazzolese", le paste di mandorle, la produzione di olio extravergine d'oliva (monti Iblei DOP, zona val d'Anapo), e anche piatti caratterizzati dai sapori tipici del posto, arricchiti dalla flora iblea: timo, asparagi, finocchietto selvatico, origano, "jiti o amareḍḍi" (bietole). Per quanto riguarda le manifestazioni extra religiose, è da menzionare altresì il carnevale palazzolese, tra i più antichi, se non il più antico della Sicilia.

### Cinema
Palazzolo Acreide è stata la location di alcuni film, il primo dei quali Gente di rispetto del 1975, il quale era la riproduzione dell'omonimo romanzo scritto dal giornalista palazzolese Giuseppe Fava; Storia di una capinera di Franco Zeffirelli del 1993;  Nati stanchi con Ficarra e Picone del 2002, La fame e la sete con Antonio Albanese del 1999, La piovra 8 di Giacomo Battiato del 1997.

### Qualità della vita
Nel 2002 è stata insignita del titolo di Patrimonio dell'umanità da parte dell'UNESCO, insieme con le altre città tardo barocche del Val di Noto.
La cittadina fa inoltre parte del circuito dei borghi più belli d'Italia.

### Trasporti
In passato e fino al 1956, Palazzolo era servita dalla locale stazione ferroviaria della ferrovia Siracusa-Ragusa-Vizzini. Attualmente, è servita dal servizio di autobus extra urbani dell'AST, ed è attraversata dalla SS124.

## Amministrazione
Di seguito è presentata una tabella relativa alle amministrazioni che si sono succedute in questo comune.
| Periodo        | Periodo        | Primo cittadino  | Partito                               | Carica  | Note   |
| -------------- | -------------- | ---------------- | ------------------------------------- | ------- | ------ |
| 28 agosto 1989 | 24 giugno 1990 | Domenico Nigro   | Democrazia Cristiana                  | Sindaco | [ 18 ] |
| 4 luglio 1990  | 3 gennaio 1992 | Vincenzo Leone   | Democrazia Cristiana                  | Sindaco | [ 18 ] |
| 3 gennaio 1992 | 7 luglio 1993  | Santo Spata      | Democrazia Cristiana                  | Sindaco | [ 18 ] |
| 7 luglio 1993  | 13 giugno 1994 | Santa Trombadore | Democrazia Cristiana                  | Sindaca | [ 18 ] |
| 29 giugno 1994 | 25 maggio 1998 | Emanuele Messina | lista civica Progetto Palazzolo       | Sindaco | [ 18 ] |
| 25 maggio 1998 | 27 maggio 2003 | Domenico Nigro   | lista civica Palazzolo verso il 2000  | Sindaco | [ 18 ] |
| 29 maggio 2003 | 17 giugno 2008 | Domenico Nigro   | lista civica Palazzolo verso l'Europa | Sindaco | [ 18 ] |
| 17 giugno 2008 | 12 giugno 2013 | Carlo Scibetta   | lista civica Noi per Palazzolo        | Sindaco | [ 18 ] |
| 12 giugno 2013 | 12 giugno 2018 | Carlo Scibetta   | lista civica Noi per Palazzolo        | Sindaco | [ 18 ] |
| 13 giugno 2018 | 29 maggio 2023 | Salvatore Gallo  | lista civica UniAmo Palazzolo         | Sindaco | [ 18 ] |
| 30 maggio 2023 | in carica      | Salvatore Gallo  | lista civica #FARE                    | Sindaco | [ 18 ] |

### Gemellaggi
- Sicione, dal 23 maggio 1999[19]
- Bobbio
- Gangi[20]

## Sport
Ha sede nel comune la società di calcio Sport Club Palazzolo, nato nel 2013 in conseguenza allo scambio di società che ha portato l'AC Palazzolo a Siracusa e i siracusani del Centro Sociale Enzo Grasso a Palazzolo, e attualmente militante nel campionato di Eccellenza siciliana 2022-2023. La precedente società, l'Associazione Calcio Palazzolo fondata nel 1954, ha raggiunto il suo culmine con quattro campionati di Serie D, dal 2008-2009 al 2009-2010, e dal 2011-2012 al 2012-2013, ai quali si aggiunge l'ultima partecipazione nel 2017-2018 dell'SC Palazzolo. Gioca allo stadio comunale "Scrofani-Salustro". I colori sociali sono il gialloverde.
Anche il calcio a 5 è attivo nel piccolo comune ibleo, con l'SC Palazzolo calcio a 5 e con il Real Palazzolo, quest'ultimo promosso nel maggio 2023 in serie C1.